# Bóng đá tại Đại hội Thể thao Đông Nam Á 2023 – Nữ
Giải đấu bóng đá nữ tại Đại hội Thể thao Đông Nam Á 2023 được diễn ra từ ngày 3 tháng 5 đến ngày 15 tháng 5 năm 2023 tại Campuchia. Các trận đấu đều được tổ chức tại Phnôm Pênh.
Đương kim vô địch Việt Nam đã bảo vệ thành công tấm huy chương vàng sau khi giành chiến thắng 2–0 trước Myanmar ở trận chung kết, qua đó có lần thứ tám lên ngôi trong lịch sử tham dự nội dung bóng đá nữ củaĐại hội Thể thao Đông Nam Á. Việt Nam cũng trở thành đội tuyển nữ đầu tiên giành huy chương vàng bóng đá bốn lần liên tiếp tại Đại hội.

## Lịch thi đấu
Dưới đây là lịch thi đấu cho nội dung thi đấu bóng đá nữ.
| G | Vòng bảng | ½ | Bán kết | B | Tranh huy chương đồng | F | Chung kết |

| T4 3 | T5 4 | T6 5 | T7 6 | CN 7 | T2 8 | T3 9 | T4 10 | T5 11 | T6 12 | T7 13 | CN 14 | T2 15 | T2 15 |
| ---- | ---- | ---- | ---- | ---- | ---- | ---- | ----- | ----- | ----- | ----- | ----- | ----- | ----- |
| G    |      |      | G    |      |      | G    |       |       | ½     |       |       | B     | F     |

## Các quốc gia tham dự
8 đội tuyển trong tổng số 11 quốc gia thành viên của Đông Nam Á đã tham dự nội dung thi đấu này.
- Campuchia (CAM)
- Lào (LAO)
- Malaysia (MAS)
- Myanmar (MYA)
- Philippines (PHI)
- Singapore (SIN)
- Thái Lan (THA)
- Việt Nam (VIE)

Indonesia ban đầu cũng đăng ký tham dự, tuy nhiên quốc gia này đã rút lui ngay sau lễ bốc thăm chia bảng vào ngày 5 tháng 4 năm 2023. Đây là lần thứ hai liên tiếp Indonesia không tham gia nội dung bóng đá nữ tại Đại hội Thể thao Đông Nam Á.

## Địa điểm
Ba địa điểm được sử dụng để tổ chức giải đấu: Sân vận động Old RCAF, sân vận động RSN và sân vận động Olympic. Sân vận động Olympic là nơi tổ chức trận bán kết, trận tranh huy chương đồng và trận chung kết.
| Phnôm PênhBóng đá tại Đại hội Thể thao Đông Nam Á 2023 – Nữ (Campuchia) |                       |                         |
| Sân vận động Olympic                                                    | Sân vận động Old RCAF | Sân vận động RSN        |
| Sức chứa: 50.000                                                        | Sức chứa: 8.000       | Sức chứa: 5.000         |
|                                                                         |                       | Tập tin:Rsn stadium.jpg |

## Bốc thăm
Lễ bốc thăm được tổ chức vào ngày 5 tháng 4 năm 2023 tại Sân vận động Quốc gia Morodok Techo ở Phnôm Pênh, Campuchia. Chín đội tuyển trong giải đấu nữ được chia thành hai bảng, một bảng năm đội và một bảng bốn đội. Các đội tuyển được xếp vào được xếp vào năm nhóm hạt giống dựa theo thành tích tại kỳ đại hội trước. Đội chủ nhà Campuchia và đương kim vô địch Việt Nam được xếp vào nhóm hạt giống số 1, trong đó Việt Nam tự động được xếp vào vị trí A1 và Campuchia tự động được xếp vào vị trí B1 tại buổi lễ.
| Nhóm 1                       | Nhóm 2                 | Nhóm 3              | Nhóm 4 | Nhóm 5                   |
| ---------------------------- | ---------------------- | ------------------- | ------ | ------------------------ |
| Campuchia (H) · Việt Nam (C) | Thái Lan · Philippines | Myanmar · Singapore | Lào    | Indonesia (W) · Malaysia |

## Trọng tài
Các trọng tài sau đây đã được lựa chọn để điều khiển tại giải đấu.
Danh sách này không đầy đủ, bạn cũng có thể giúp mở rộng danh sách.
| Trọng tài - Lara Lee - Plong Pichakara - Thiên Tân - Ranjita Devi Tekcham - Mahnaz Zokaee - Roziyabonu Yusupova - Lê Thị Ly | Trợ lý trọng tài - Salma Akhter Moni - Thor Davy - Vũ Kiều Ly - Riiohlang Dhar - Atena Lashani - Ensieh Khabaz Mafi - Phyu May Thet |

## Vòng bảng

### Bảng A
| VT | Đội         | ST | T | H | B | BT | BB | HS | Đ | Giành quyền tham dự     |
| -- | ----------- | -- | - | - | - | -- | -- | -- | - | ----------------------- |
| 1  | Việt Nam    | 3  | 2 | 0 | 1 | 7  | 3  | +4 | 6 | Vòng đấu loại trực tiếp |
| 2  | Myanmar     | 3  | 2 | 0 | 1 | 7  | 4  | +3 | 6 | Vòng đấu loại trực tiếp |
| 3  | Philippines | 3  | 2 | 0 | 1 | 3  | 2  | +1 | 6 |                         |
| 4  | Malaysia    | 3  | 0 | 0 | 3 | 1  | 9  | −8 | 0 |                         |
| 5  | Indonesia   | 0  | 0 | 0 | 0 | 0  | 0  | 0  | 0 | Rút lui                 |

| Việt Nam                                                         | 3–0 | Malaysia |
| ---------------------------------------------------------------- | --- | -------- |
| - Phạm Hải Yến 5' - Nguyễn Thị Bích Thùy 24' - Jaciah 34' (l.n.) |     |          |

| Philippines | 0–1 | Myanmar                       |
| ----------- | --- | ----------------------------- |
|             |     | - Win Theingi Tun 90' (ph.đ.) |

| Myanmar             | 1–3 | Việt Nam                                                             |
| ------------------- | --- | -------------------------------------------------------------------- |
| - Htet Htet Wai 41' |     | - Huỳnh Như 10' - Nguyễn Thị Thanh Nhã 76' - Trần Thị Thùy Trang 89' |

| Malaysia | 0–1 | Philippines    |
| -------- | --- | -------------- |
|          |     | - Bolden 90+8' |

| Việt Nam                   | 1–2 | Philippines                     |
| -------------------------- | --- | ------------------------------- |
| - Nguyễn Thị Bích Thùy 41' |     | - Bolden 12' (ph.đ.) - Long 83' |

| Myanmar                                                            | 5–1 | Malaysia    |
| ------------------------------------------------------------------ | --- | ----------- |
| - July Kyaw 3', 40' - Khin Marlar Tun 27' - San Thaw Thaw 62', 83' |     | - Intan 59' |

### Bảng B
| VT | Đội           | ST | T | H | B | BT | BB | HS  | Đ | Giành quyền tham dự     |
| -- | ------------- | -- | - | - | - | -- | -- | --- | - | ----------------------- |
| 1  | Thái Lan      | 3  | 3 | 0 | 0 | 13 | 0  | +13 | 9 | Giành quyền vào Bán kết |
| 2  | Campuchia (H) | 3  | 2 | 0 | 1 | 3  | 3  | 0   | 6 | Giành quyền vào Bán kết |
| 3  | Singapore     | 3  | 1 | 0 | 2 | 2  | 6  | −4  | 3 |                         |
| 4  | Lào           | 3  | 0 | 0 | 3 | 1  | 10 | −9  | 0 |                         |

| Thái Lan                                                | 4–0 | Singapore |
| ------------------------------------------------------- | --- | --------- |
| - Saowalak 5' - Orapin 18' - Nipawan 28' - Jiraporn 66' |     |           |

| Campuchia        | 2–0 | Lào |
| ---------------- | --- | --- |
| - Yeurn 10', 37' |     |     |

| Lào | 0–6 | Thái Lan                                                           |
| --- | --- | ------------------------------------------------------------------ |
|     |     | - Jiraporn 9', 40', 90+6' - Saowalak 19' - Jansri 54' - Orapin 65' |

| Singapore | 0–1 | Campuchia             |
| --------- | --- | --------------------- |
|           |     | - Kunthea 76' (ph.đ.) |

| Singapore                       | 2–1 | Lào            |
| ------------------------------- | --- | -------------- |
| - Nicole Lim 45+2' - Izzati 61' |     | - Dalavone 90' |

| Campuchia | 0–3 | Thái Lan                                          |
| --------- | --- | ------------------------------------------------- |
|           |     | - Panittha 23' - Nualanong 45+2' - Jiraporn 90+3' |

## Vòng đấu loại trực tiếp

### Sơ đồ
|  | Bán kết                 | Bán kết |                         |   | Tranh huy chương vàng | Tranh huy chương vàng |
|  |                         |         |                         |   |                       |                       |
|  | 12 tháng 5 – Phnôm Pênh |         |                         |   |                       |                       |
|  |                         |         |                         |   |                       |                       |
|  | Việt Nam                | 4       |                         |   |                       |                       |
|  | Việt Nam                | 4       | 15 tháng 5 – Phnôm Pênh |   |                       |                       |
|  | Campuchia               | 0       |                         |   |                       |                       |
|  | Campuchia               | 0       | Việt Nam                | 2 |                       |                       |
|  | 12 tháng 5 – Phnôm Pênh |         | Việt Nam                | 2 |                       |                       |
|  |                         | Myanmar | 0                       |   |                       |                       |
|  | Thái Lan                | Myanmar | 0                       | 2 |                       |                       |
|  | Thái Lan                |         |                         | 2 |                       |                       |
|  | Myanmar                 | 4       |                         |   |                       |                       |
|  | Myanmar                 | 4       | Tranh huy chương đồng   |   |                       |                       |
|  |                         |         |                         |   |                       |                       |
|  | 15 tháng 5 – Phnôm Pênh |         |                         |   |                       |                       |
|  |                         |         |                         |   |                       |                       |
|  | Campuchia               | 0       |                         |   |                       |                       |
|  | Campuchia               | 0       |                         |   |                       |                       |
|  | Thái Lan                | 6       |                         |   |                       |                       |

### Các trận đấu

#### Bán kết
| Việt Nam                                                                                             | 4–0 | Campuchia |
| --- | --- | --------- |
| - Ngân Thị Vạn Sự 20' - Phạm Hải Yến 30' - Trần Thị Thùy Trang 36' (ph.đ.) - Huỳnh Như 90+1' (ph.đ.) |     |           |

| Thái Lan                    | 2–4 | Myanmar                                                                            |
| --------------------------- | --- | ---------------------------------------------------------------------------------- |
| - Saowalak 10' - Orapin 18' |     | - Yu Per Khine 43' - Win Theingi Tun 48' - San Thaw Thaw 52' - Myat Noe Khin 90+2' |

#### Tranh huy chương đồng
| Campuchia | 0–6 | Thái Lan                                                                |
| --------- | --- | ----------------------------------------------------------------------- |
|           |     | - Saowalak 16', 33' - Jiraporn 25' - Panittha 52' - Pattaranan 54', 88' |

#### Tranh huy chương vàng
| Việt Nam                                   | 2–0 | Myanmar |
| ------------------------------------------ | --- | ------- |
| - Huỳnh Như 12' - Nguyễn Thị Thanh Nhã 76' |     |         |

## Huy chương vàng
| Bóng đá nữ Đại hội Thể thao Đông Nam Á 2023 |
| ------------------------------------------- |
| · Việt Nam · Lần thứ 8                      |

## Thống kê

### Cầu thủ ghi bàn
Đã có 55 bàn thắng ghi được trong 16 trận đấu, trung bình 3.44 bàn thắng mỗi trận đấu.
6 bàn thắng
- Jiraporn Mongkoldee

5 bàn thắng
- Saowalak Pengngam

3 bàn thắng
- San Thaw Thaw
- Orapin Waenngoen
- Huỳnh Như

2 bàn thắng
- Yon Yeurn
- July Kyaw
- Win Theingi Tun
- Sarina Bolden
- Panittha Jeeratanapavibul
- Pattaranan Aupachai
- Nguyễn Thị Bích Thùy
- Nguyễn Thị Thanh Nhã
- Phạm Hải Yến
- Trần Thị Thùy Trang

1 bàn thắng
- Kunthea Poeurn
- Dalavone Sophabmixay
- Intan Sarah Anisah Zulgafli
- Htet Htet Wai
- Khin Marlar Tun
- Myat Noe Khin
- Yu Per Khine
- Hali Long
- Nicole Lim Yan Xiu
- Nur Izzati Rosni
- Jansri Thanchanok
- Nipawan Panyosuk
- Nualanong Muensri
- Ngân Thị Vạn Sự

1 bàn phản lưới nhà
- Jaciah Jumilis (trong trận gặp Việt Nam)

### Bảng xếp hạng
| VT | Đội           | ST | T | H | B | BT | BB | HS  | Đ  | Kết quả chung cuộc  |
| -- | ------------- | -- | - | - | - | -- | -- | --- | -- | ------------------- |
| 1  | Việt Nam      | 5  | 4 | 0 | 1 | 13 | 3  | +10 | 12 | Vô địch             |
| 2  | Myanmar       | 5  | 3 | 0 | 2 | 11 | 8  | +3  | 9  | Á quân              |
| 3  | Thái Lan      | 5  | 4 | 0 | 1 | 21 | 4  | +17 | 12 | Hạng ba             |
| 4  | Campuchia (H) | 5  | 2 | 0 | 3 | 3  | 13 | −10 | 6  | Hạng tư             |
|    |               |    |   |   |   |    |    |     |    |                     |
| 5  | Philippines   | 3  | 2 | 0 | 1 | 3  | 2  | +1  | 6  | Bị loại ở vòng bảng |
| 6  | Singapore     | 3  | 1 | 0 | 2 | 2  | 6  | −4  | 3  | Bị loại ở vòng bảng |
| 7  | Malaysia      | 3  | 0 | 0 | 3 | 1  | 9  | −8  | 0  | Bị loại ở vòng bảng |
| 8  | Lào           | 3  | 0 | 0 | 3 | 1  | 10 | −9  | 0  | Bị loại ở vòng bảng |
| 9  | Indonesia     | 0  | 0 | 0 | 0 | 0  | 0  | 0   | 0  | Rút lui             |